# Rhynchium
Rhynchium är ett släkte av steklar. Rhynchium ingår i familjen Eumenidae.

## Bildgalleri

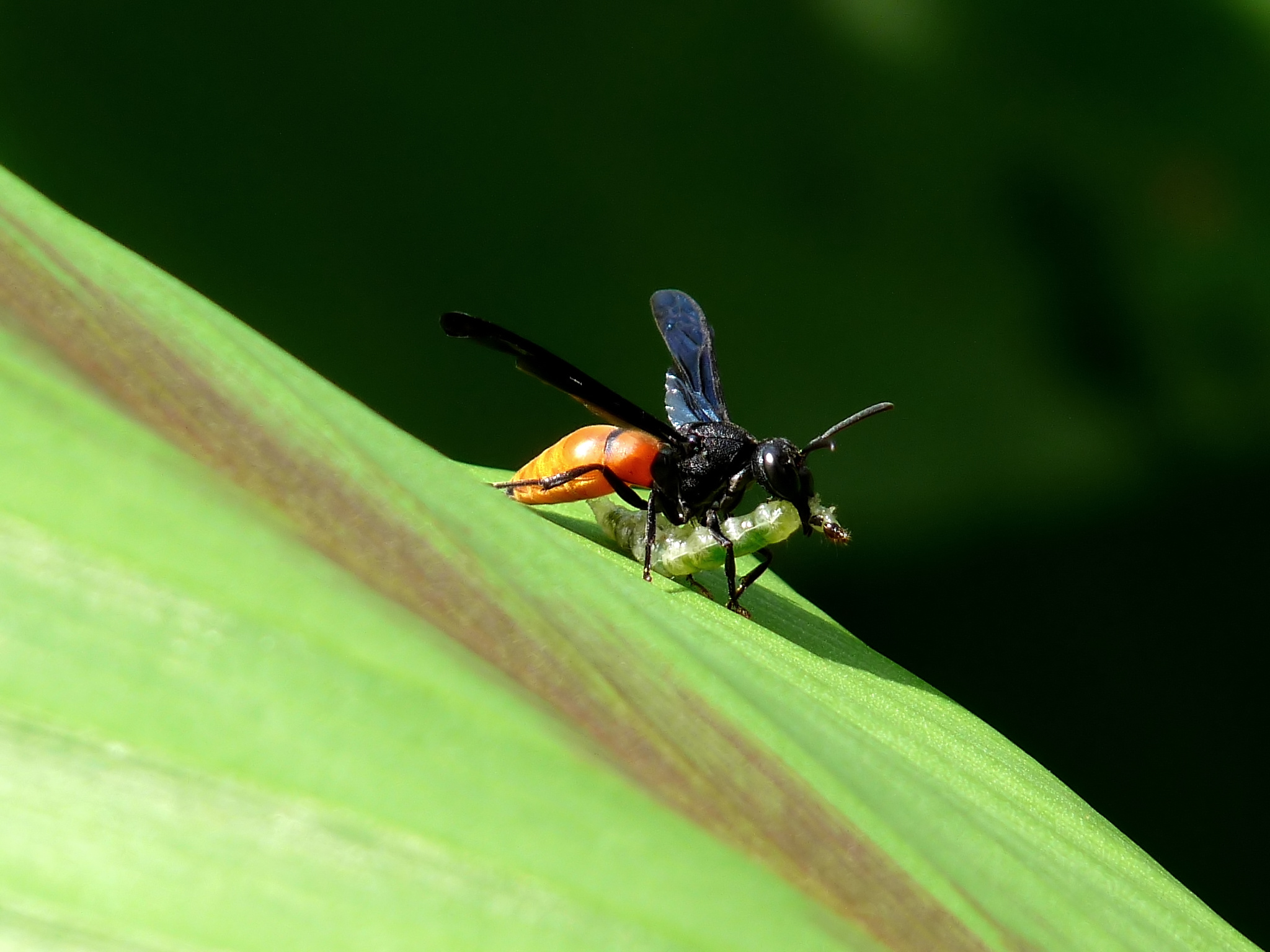

## Dottertaxa tillRhynchium, i alfabetisk ordning[1]
- Rhynchium acromum
- Rhynchium annuliferum
- Rhynchium ardens
- Rhynchium atrissimum
- Rhynchium atrum
- Rhynchium australense
- Rhynchium bandrense
- Rhynchium bathyxanthum
- Rhynchium brunneum
- Rhynchium carnaticum
- Rhynchium claripenne
- Rhynchium collinum
- Rhynchium cyanopterum
- Rhynchium fervens
- Rhynchium fukaii
- Rhynchium furax
- Rhynchium haemorrhoidale
- Rhynchium haemorrhoidalis
- Rhynchium japonicum
- Rhynchium khandalense
- Rhynchium kuenckeli
- Rhynchium lacuum
- Rhynchium magnificum
- Rhynchium marginellum
- Rhynchium marianense
- Rhynchium medium
- Rhynchium mirabile
- Rhynchium multispinosum
- Rhynchium neavei
- Rhynchium nigrolimbatum
- Rhynchium nigrosericeum
- Rhynchium oculatum
- Rhynchium patrizii
- Rhynchium proserpina
- Rhynchium quinquecinctum
- Rhynchium rubropictum
- Rhynchium rufiventre
- Rhynchium superbum
- Rhynchium thomsoni
- Rhynchium transvaalensis
- Rhynchium usambaraense
- Rhynchium varipes
- Rhynchium versicolor
- Rhynchium vittatum
- Rhynchium xanthurum
- Rhynchium zonatum